# كونليث هيل
كونليث سيموس إوين كرويستون هيل (بالإنجليزية: Conleth Seamus Eoin Croiston Hill)‏ (ولد في 24 نوفمبر 1964) هو ممثل أفلام وتلفزيون ومسرح من أيرلندا الشمالية. قدّم عروضاً مسرحية في المملكة المتحدة والولايات المتحدة. حاز على جائزة لورنس أوليفييه لأفضل ممثل كما تحصّل على ترشيحين لجائزة توني. اشتهر بأداء دور فاريس في مسلسل صراع العروش الذي يعرض على شبكة إتش بي أو منذ سنة 2011.

## بدايته
ولد كونليث هيل في مدينة باليكاسل، مقاطعة أنترم، أيرلندا الشمالية. لديه أخ أكبر يعمل كمصور سينيمائي وأخت تشتغل منتجة سينيمائية كما لديه أخ أصغر يدعى رونان وهو مهندس صوت نال ثلاث جوائز إيمي لتعديلاته الصوتية في مسلسل صراع العروش.
تخرج كونليث من كلية سانت ماكنيسي ثم انخرط في صفوف برنامج التمثيل لمدرسة جيلدهول للموسيقى والدراما ليتخرج منها سنة 1988.

## مسيرته المهنية
بدأ هيل مسيرته المهنية مع مسرحية «حجارة في سرواله» لماري جونز. وتلقى جائزة دورا مافور مور لقاء عمله في الإنتاج الكنَدي للمسرحية. لعب دور الأستاذ الألماني ماكس ستافيل سنة 2002 في النسخة التلفزيونية لكتاب «وداعاً، سيد شيبس». ومثّل دور أم «غيرالدين ماكوين» في البرنامج الكوميدي البريطاني "Britain's Got the Pop Factor... and Possibly a New Celebrity Jesus Christ Soapstar Superstar Strictly on Ice".
منذ أبريل سنة 2011، ظهر كونليث بدور لورد فاريس في المسلسل التلفزيوني صراع العروش، المقتبس من سلسلة روايات أغنية الجليد والنار من تأليف جورج ر. ر. مارتن. وقد أشار مارتن في منشور على موقع في فبراير 2013 على أن هيل سيكون خياراً جيداً لتقمص الدور الرئيسي في مسلسل مبني على أحداث رواية خيال علمي من تأليف مارتن بعنوان "Tuf Voyaging". ظهر كذلك في الحلقة الثانية من الموسم الثاني من مسلسل «شركة بيتر كاي لمشاركة السيارات» في دور إلسي.

## حياته الشخصية
كونليث هيل غير متزوج لحد الآن.
يمتلك كونليث شعراً مكتمل النمو على رأسه، إلا أن مجبر على حلقه عند التصوير لمسلسل صراع العروش.

## أعماله

### أفلام
| السنة | الفيلم               | الدور        |
| ----- | -------------------- | ------------ |
| 2009  | أياً يكن الحل         | بروكمان      |
| 2009  | مكافأة بيريير        | راس          |
| 2011  | صيد السلمون في اليمن | برنارد سوغدن |
| 2011  | السّاحل               | بادي         |
| 2012  | كيث ليمون: الفيلم    | عامل التوصيل |
| 2014  | سيرينا               | الدكتور شاني |
| 2015  | صلاح مضبب            | ساندي دافي   |

### مسلسلات
| السنة     | المسلسل                        | الدور             | ملاحظات              |
| --------- | ------------------------------ | ----------------- | -------------------- |
| 1988      | بُون                            | التلميذ الثاني    | حلقة: "خدمة مشَرفة"   |
| 1988–1995 | الخسائر                        | ثيو/روب           | حلقتان               |
| 1990      | مسعِفون                         | ليام ماكغينيس     | حلقة: "نيال"         |
| 1992      | الشاشة الأولى                  | نيل               | حلقة: "ثق بي"        |
| 1992–1994 | الجنة الزرقاء                  | روش               | 7 حلقات              |
| 1993      | ذا بيل                         | مايكل وايت        | حلقة: "دليل صعب"     |
| 1995      | أعضاء النيابة العامّة           | نيفيل أوسبورن     |                      |
| 2000      | جنس ذو معنى                    | كارل              | مسلسل قصير           |
| 2002      | وداعاً سيد شيبس                 | ماكس ستافيل       | فيلم تلفزيوني        |
| 2007      | حياة وأوقات فيفيين فايل        | جاريد             | 6 حلقات              |
| 2011–الآن | صراع العروش                    | فاريس             | 41 حلقة              |
| 2013      | سوتس                           | إدوارد داربي      | 6 حلقات              |
| 2014      | داخل رقم 9                     | ستيف              | حلقة: "توم & غيري"   |
| 2015      | حرب فويلز                      | السير لان وودهيد  | حلقة: "إليز"         |
| 2015      | آرثر & جورج                    | الرقيب أبتون      | 3 حلقات              |
| 2017      | ستان لي رجل محظوظ              | القس أنثوني هكسلي | حلقة: "اللعب بالنار" |
| 2017      | شركة بيتر كاي لمشاركة السيارات | إلسي              | الموسم 2، الحلقة 2   |

### راديو
| التاريخ        | العنوان                   | الدور           | الكاتب                                                | المخرج         | الإذاعة          |
| -------------- | ------------------------- | --------------- | ----------------------------------------------------- | -------------- | ---------------- |
| 25 ديسمبر 2000 | الرجل الذي حَضر إلى العشاء |                 | موس هارت وجورج كوفمن عدّلها مارسي كاهان لتناسب الراديو | نيد شايِّي       | راديو بي بي سي 4 |
| 7 نوفمبر 2002  | الدراجات ثلاثية العجلات   |                 | كولين تيفان                                           | توبي سويفت     | راديو بي بي سي 3 |
| 18 فبراير 2004 | رحلات ماركُو بولو          |                 | فيليب بالمر                                           | توبي سويفت     | راديو بي بي سي 4 |
| 24 أبريل 2012  | أكبر القضايا              | جيري كارت ورايت | آني ماكّارتني                                          | إوين أوكالاغان | راديو بي بي سي 4 |

## الجوائز والترشيحات
- جائزة أوليفييه لدوره في مسرحية «حجارة في سرواله» و«المنتجون»
- جائزة أيريش تايمز لدوره في مسرحية «حجارة في سرواله»
- جائزة دائرة النّقاد لدوره في مسرحية «حجارة في سرواله»
- جائزة مكتب الدراما سنة 2001، جائزة خاصة، لدوره في مسرحية «حجارة في سرواله»
- جائزة عصبة المسرح لدوره في مسرحية «حجارة في سرواله»
- جائزة واتس أون ستيج لدوره في مسرحية «حجارة في سرواله»
- جائزة دورا لدوره في مسرحية «حجارة في سرواله»
- ترشيح لجائزة توني سنة 2001، لدوره في مسرحية «حجارة في سرواله»
- ترشيح لجائزة توني لأفضل أداء مسرحي لممثل متميّز سنة 2008، لدوره في مسرحية «البحّار»[15]
- جائزة مكتب الدراما لأفضل ممثل مسرحي متميز سنة 2008، لدوره في مسرحية «البحار»
- تشريح لجائزة نقابة ممثلي الشاشة لأفضل أداء من قبل طاقم في مسلسلات الدراما 2011 – 2016

## روابط خارجية
- كونليث هيل على موقع IMDb (الإنجليزية)
- كونليث هيل على موقع ألو سيني (الفرنسية)
- كونليث هيل على موقع تيرنر كلاسيك موفيز (الإنجليزية)
- كونليث هيل على موقع أول موفي (الإنجليزية)
- كونليث هيل على موقع قاعدة بيانات برودواي على الإنترنت (الإنجليزية)
- كونليث هيل على موقع قاعدة بيانات الأفلام السويدية (السويدية)
- كونليث هيل على موقع قاعدة بيانات الفيلم (الإنجليزية)
- كونليث هيل على موقع كينوبويسك (الروسية)